# Михайлики (Миргородський район)
Михайлики́ — село в Україні, у Шишацькій селищній громаді Миргородського району Полтавської області. Населення становить 879 осіб. До 2015 орган місцевого самоврядування — Михайликівська сільська рада.

## Історія
12 червня 2020 року, відповідно до розпорядження Кабінету Міністрів України № 721-р «Про визначення адміністративних центрів та затвердження територій територіальних громад Полтавської області», село увійшло до складу Шишацької селищної громади.
19 липня 2020 року, в результаті адміністративно - територіальної реформи та ліквідації Шишацького району, село увійшло до складу новоутвореного Миргородського району Полтавської області.

## Населення

### Мова
Розподіл населення за рідною мовою за даними перепису 2001 року:
| Мова       | Відсоток |
| ---------- | -------- |
| українська | 97,5%    |
| російська  | 2,28%    |

## Географія
Село Михайлики знаходиться на відстані 1 км від села Маслівці та за 2 км від села Харенки. По селу протікає пересихаючий струмок з загатою. Через село проходить автомобільна дорога Т 1710 (Р42).

## Легенда про Михайликів
У давні часи на територію України вторглися злі загарбники монголо-татари. Люди не мали сили чинити їм опір. Всі села знищувались, хутори спалювались, цілі міста падали під натиском ворогів. Поганців було тисячі і всі, як один, вбивці та вороги українського народу. 
Коли вони йшли Полтавщиною, то натрапили на хутірець Михайлів, у якому було зо два десятки чоловіків, а решта жінки, старі люди та діти. Всіх їх забрали в рабство чи вбили при опорі, лише одного Михайла, відпустили і сказали, щоб він біг від села до села і ніс їм таку звістку: «Якщо хочуть жити, нехай готують срібло-золото, дарунки всілякі і коряться татарам. Якщо ж не виконають вони цього, то згинуть усі — від малого до старого». Це був наказ татарського хана Бурунди. 
Біг хлопець з цією страшною звісткою від села до села. Сподівався на опір народу, якому не вистачало сильного духом лідера, який би допоміг ополченцям. Сам юнак вправно володів зброєю і часто чув від батька історію про могутнього воїна, який живе за дуже небезпечним болотом. 
Вирішив хлопчина відшукати цього богатиря, зібрався в путь-дорогу, отримавши благословення від своїх односельчан і порадив їм готуватися до битви. 
Через кілька днів сміливець був уже за болотом. Виліз на дерево, щоб обстежити місцевість. Неподалік Михайло побачив якогось старого та кілька сот воїнів. Підійшовши ближче, юнак попросив дозволу зустрітися з дідусем, який би допоміг знайти могутнього богатиря. Яке ж чекало хлопця розчарування, коли цим воїном виявився Сивобородий. Він підбадьорив Михайла і сказав, що той нічим не гірший за нього і зможе повести військо в наступ. Потім старий дав хлопцеві свого вороного коня, меча і лати, сказавши що тепер Михайло — захисник рідного краю. 
На чолі війська юнак пішов по всіх селах, закликаючи чоловіків на смертний бій з татарами. Зібралося селянського війська зо три тисячі, як і ворогів. Обидва полководці віддали наказ про наступ і самі кинулися в бій. Ніколи земля полтавська не бачила стільки крові, скільки її було на місці цієї страшної битви. Але, мабуть, ніколи вона не побачить такого двобою, який зав’язався між Бурундою та Михайлом. Їхні мечі виблискували, немов зірниці. На тілі богатирів було багато ран, але жоден не отримав перевагу над супротивником. Ніхто не встрявав в цю бійку — ні татари, ні українці. 
Аж раптом, коли Михайло вже майже здобув перемогу, у повітрі засвистіла стріла і вп’ялася йому в груди. Вона була випущена сином Бурунди. В ту ж мить кілька стріл поцілили в цього зрадника і він повалився на землю, немов сніп. 
Всі українці чули заклик помираючого Михайла: 
— В бій, браття! За рідну землю! За неньку! За Батьківщину! 
Потім герой поцілив своїм мечем в чорне серце Бурунди і сказав, що є ще богатирі, які захищатимуть Україну від загарбників. З такими словами на вустах він помер. 
Українці виграли битву. Щоб про неї не забули наступні покоління, на місці поєдинку було засноване село під назвою Михайлики. Тож пам’ять про великого звитяжця Михайла назавжди житиме в серцях нащадків.

## Економіка
- «Агроекологія», ПП.
- ТОВ «ВІРХОС».
- ТОВ «Полтавська обласна сільськогосподарська дорадча служба».

## Об'єкти соціальної сфери
- Школа.

## Культові споруди

Симеонівська церква

Церква святого Симеона Богоприїмця, збудована 2006 року.